# Кафирниган
Кафирниган (на таджикски: Кофарниҳон; на узбекски: Kofarnihon; на руски: Кафирниган) е река в Таджикистан и частично (около 50 km) по границата с Узбекистан, десен приток на Амударя. Дължина 387 km. Площ на водосборния басейн 11 600 km².
Река Кафирниган се образува от сливането на реките Гарас (лява съставяща) и Сардай-Миена (дясна съставяща), водещи началото си от южните склонове на Хисарския хребет, до село Ромит, на 1192 m н.в. В началото тече в югозападна посока в дълбока долина между Хисарския хребет на северозапад и Каратегинския хребет на югоизток. При град Вахдат излиза от планините и навлиза в Хисарската долина. Минава покрай южните квартали на столицата Душанбе, завива на юг-югозапад, като запазва това направление до устието си и напуска Хисарската долина. На протежение около 50 km служи за граница между Таджикистан и Узбекистан и след това тече по източното подножие на хребета Бабатаг. Влива се отдясно в река Амударя, в близост до село Айвадж, на 307 m н.в.
Основни притоци: Иляк (ляв), Варзоб, Ханака (десни). Има предимно снежно подхранване. Среден годишен отток в устието 156 m³/sec. Водата на Кафирниган се отличава с голямата си мътност – 1,5 kg/m³. В най-долното ѝ течение бреговете ѝ са обрасли с камъш и тугайни гори. В Хисарската долина и в долното ѝ течение водите ѝ се използват за напояване. По течението на реката са разположени градовете Вахдат и Душанбе, сгт Шаартуз и районният център село Кабодийон.

## Топографска карта
- J-42-А М 1:500000[2]
- J-42-Б М 1:500000[3]
- J-42-В М 1:500000[4]